# 7 Wonders (série de jeux vidéo)
Pour le jeu de société, voir 7 Wonders.
7 Wonders est une série de jeux vidéo de type puzzle (plus précisément match-3) créée par MumboJumbo.

## Liste des jeux
- 2007 : 7 Wonders of the Ancient World sur Windows, PlayStation 2, PlayStation Portable, Nintendo DS et iOS[1],[2],[3],[4]
- 2007 : 7 Wonders II sur Windows, Nintendo DS et iOS[5],[6],[7]
- 2008 : 7 Wonders: Treasures of Seven sur Windows et Nintendo DS[8],[9]
- 2011 : 7 Wonders: Magical Mystery Tour sur Windows et iOS[10]
- 2012 : 7 Wonders: Ancient Alien Makeover sur Windows et iOS[11]